# Ciberocracia
Ciberocracia deriva da palavra inglesa "cyber", que, por sua vez, deriva da palavra "cybernetic" (cibernético) junto com o sufixo grego "kratia", de "kratos", que significa "poder". Em futurologia, ciberocracia descreve uma forma de governo hipotética que funciona por meio da utilização eficaz das informações, especialmente pela utilização da informação integrada por meio de redes de computadores interconectados. A natureza exata da ciberocracia é altamente especulativa, já que, até então, não houve quaisquer governos ciberocráticos. Apesar disso, um número cada vez maior de elementos ciberocráticos podem ser encontrados, atualmente, em muitos países desenvolvidos. O ciberocratismo deve-se, em grande parte, pelo trabalho de David Ronfeldt, que publicou vários artigos sobre a teoria.

## Visão geral
A característica fundamental de uma ciberocracia seria a rápida transmissão de informações relevantes sobre um dado problema desde sua origem até aqueles capazes de resolvê-lo, provavelmente por meio de um sistema de computadores virtualmente interconectados e através de softwares automatizados responsáveis pela administração de informações. A tomada de decisões pelos humanos seria necessária na resolução de problemas incomuns e em questões de competências humanas. Em última análise, uma ciberocracia poderia usar inteligências artificiais administrativas ou uma inteligência artificial como chefe de estado.